# Baamonde (La Coruña)
Baamonde o Santa María de Vaamonde (llamada oficialmente Santa María de Bamonde) es una parroquia española del municipio de Teo, en la provincia de La Coruña, Galicia.

## Entidades de población
Entidades de población que forman parte de la parroquia:
- Coto (O Coto)
- La Iglesia (A Igrexa)
- Lamas
- Malfurado
- Quintáns (As Quintáns)
- Reboredo
- Tribaldes

## Demografía
| Gráfica de evolución demográfica de Baamonde entre 2000 y 2019 |
|                                                                |
| Datos según el nomenclátor publicado por el INE.               |